# Vannestes Molen
De Vannestes Molen, ook wel Molen Glorieux, Rodenburgmolen, Molen van Marke, Kleynmolen of Abdijmolen genoemd, is een molen die zich bevindt in het West-Vlaamse dorp Marke. De stenen molen, gelegen op het "Molenhof te Rodenborg" dateert uit 1841 en diende oorspronkelijk om graan te malen. Later werd hij ook gebruikt voor het maken van olie.

## Geschiedenis
De oudste vermeldingen van een houten molen op deze locatie, dateren van 1237. Halverwege jaren 1700 werd op deze locatie een nieuwe molen gebouwd voor het malen van koren. Deze molen werd aan het begin van de 19e eeuw bewoond door Petrus Vanneste. Hij was onder andere lid van de gemeenteraad en van de schuttersgilde Sint-Barbara. In 1825 werd Vanneste landbouwer, zijn zonen zouden hem later opvolgen. In 1839 werd deze houten staakmolen afgebroken om plaats te maken voor een nieuwe stenen molen. In de omliggende gebouwen rond deze molen, werd een nieuwe bakkerij ingericht. Op het einde van de 19e eeuw draaide het bedrijf op volle toeren, er waren toen zo'n 20 mensen aan het werk.
In 1889 werd een stoommachine geïnstalleerd om de molen ook draaiende te houden tijdens windstille dagen. In 1901 werd een olieslagerij geïnstalleerd door Richard Glorieux.
Wanneer de toenmalige eigenaar, Emile Vanneste, in 1891 stierf, runde zijn vrouw Marie-Louise het bedrijf nog verder tot 1903, wanneer ze zelf stierf. Op dit moment kwam de molen in handen van de familie Glorieux. Richard Glorieux en zijn broers werden de nieuwe eigenaars van het domein. In 1906 werd in een van de omliggende gebouwen ook een cichoreibranderij geïnstalleerd. Het rendement van het bakkersbedrijf ging op dit moment snel achteruit, het bedrijf hield op met bestaan rond de Eerste Wereldoorlog. Tijdens de Eerste Wereldoorlog werd de romp van de molen beschadigd, maar deze werd nadien hersteld.
Er kwam een definitief einde aan de windaandrijving, toen in het jaar 1931 een wiek afbrak. De roeden werden kaal gezet en vanaf toen werkte de molen enkel nog mechanisch. Tot de Tweede Wereldoorlog gebruikte men hier stoom voor. Nadien werkte de molen ook nog op elektriciteit. De olieslagerij werd gesloten in het jaar 1953. In 1957 werd de schoorsteen die men hiervoor gebruikte, ook afgebroken. Eind de jaren 70 was de molen dringend aan restauraties toe, deze werden later ook uitgevoerd in 1984 door stad Kortrijk die sinds 1982 de nieuwe eigenaar is. Tijdens deze restauraties werd de molen onder meer voorzien van nieuwe wieken. Sinds 3 februari 1983 is de molen ook beschermd.

## De molen in de 21e eeuw
In de voet van de molen is het D-Hotel gevestigd.
Tussen 2001 en 2014 was het Molen- en Bakkerijmuseum te vinden in de gerestaureerde molen. Het museum had aandacht voor onder meer de bakkerij, de banketbakkerij, biscuit en chocolaterie en ijsbereiding. In 2014 werd het museum gesloten.
- Inventaris van het Bouwkundig Erfgoed (Vlaanderen): 60891